# 渡邊洋治
渡邊 洋治（わたなべ ようじ、1923年6月14日 - 1983年11月2日）は、新潟県直江津市（現：上越市）出身の建築家。

## 概要

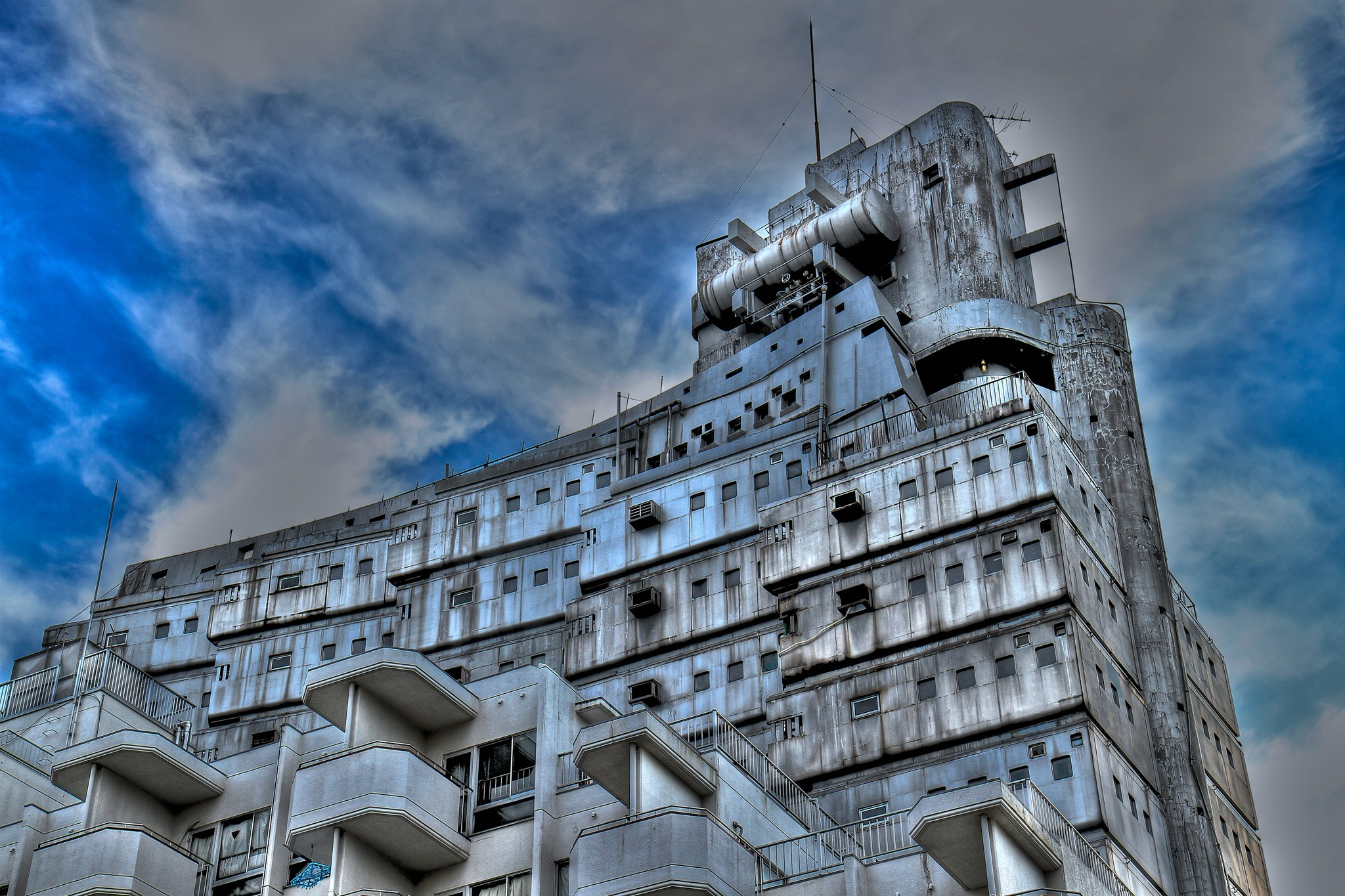
第3スカイビル（のちにニュースカイビルに改称）

陸軍船舶兵出身で随所にその影響がうかがえる独特のデザインの建築物を手がける。狂気の建築家、異端の建築家と呼ばれた。代表作に第3スカイビル（鉄のマンション）。この東京都新宿区職安通り沿いに残る通称「軍艦マンション」第3スカイビルなどの建築のほか、黒マジックペンを使用し背景を黒くして描かれる数々のコンペ案のドローイングで著名。そのため勤務していた大学の大学院生らに「マジラ」とあだ名をつけられ、また師の吉阪隆正によると、万博会館コンペ審査で浦辺鎮太郎から「鬼軍曹」と命名されたという。

## 作風

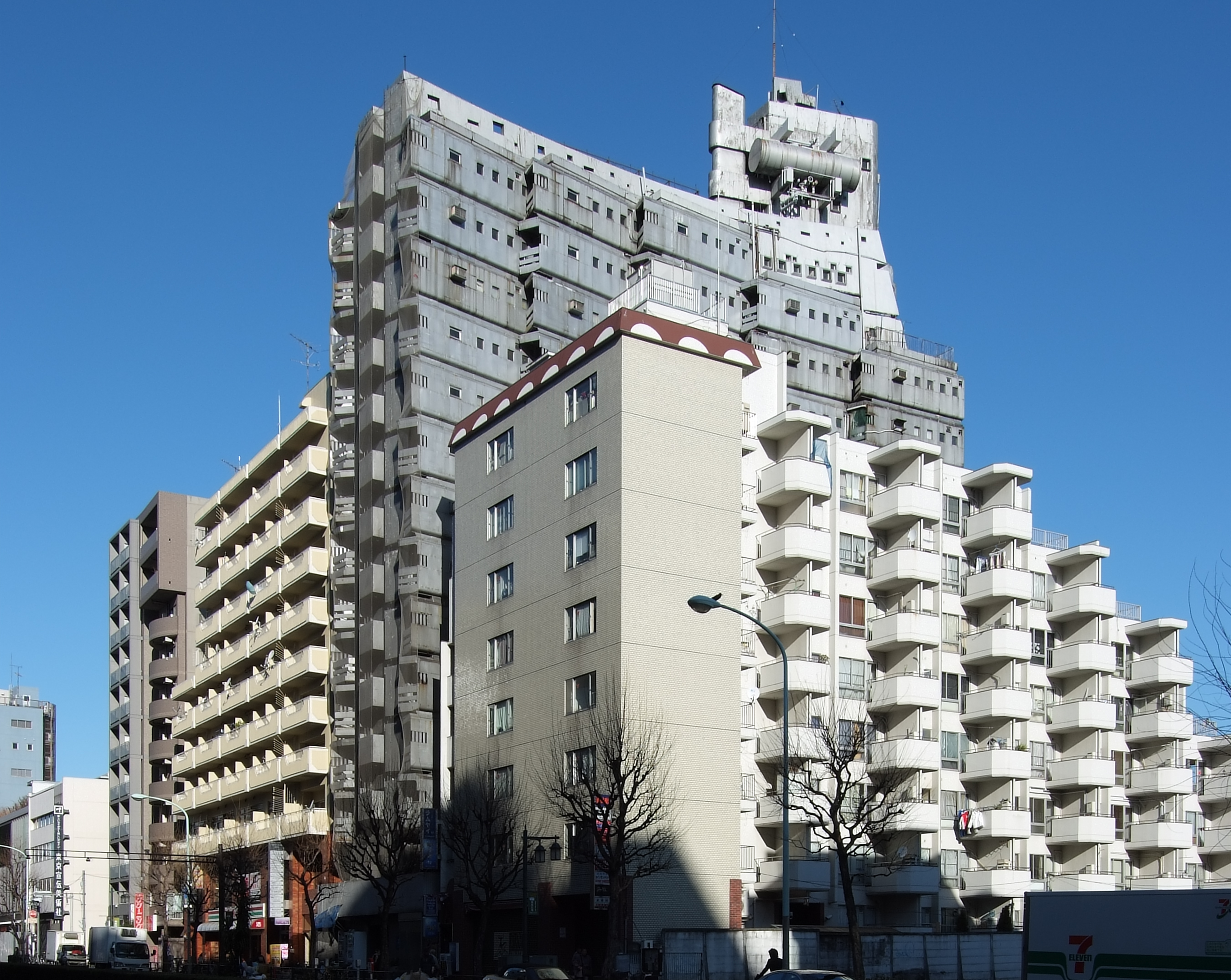
第3スカイビル（のちにニュースカイビルに改称）

建築設計事務所をはじめた当初は日本古来の木造工法を用いた作品を多く発表。コンクリート造では大スパン工法を用いていた。その後ユニット型・カプセル形式の建築を手がけ始め、晩年は龍や虎を模したものや渦巻き型の建築プランを嗜好した。
代表作品としては、第3スカイビル（鉄のマンション）が知られている。1970年竣工の地上14階、地下1階建ての事務所と共同住宅で構成される建物（渡辺建築事務所／丸運建設／住所：新宿区大久保1-1-10）。俗に「軍艦マンション」と呼ばれ、シルバーに塗られた躯体、横置きされた給水塔、ユニット化された各室など軍艦をモチーフとした独特のデザインの建物。玄関にかかっている看板の表示は「ニュースカイビル」であった。建替期が来ているためか空室があるにもかかわらず入居者を募集していない（2004.7現在）。その後オーナーが変わり、2011年4月より、オフィス・シェアオフィス・シェアハウスの賃貸物件「GUNKAN東新宿ビル」としてリニューアルオープン。2024年に解体が予定されている。

## 経歴

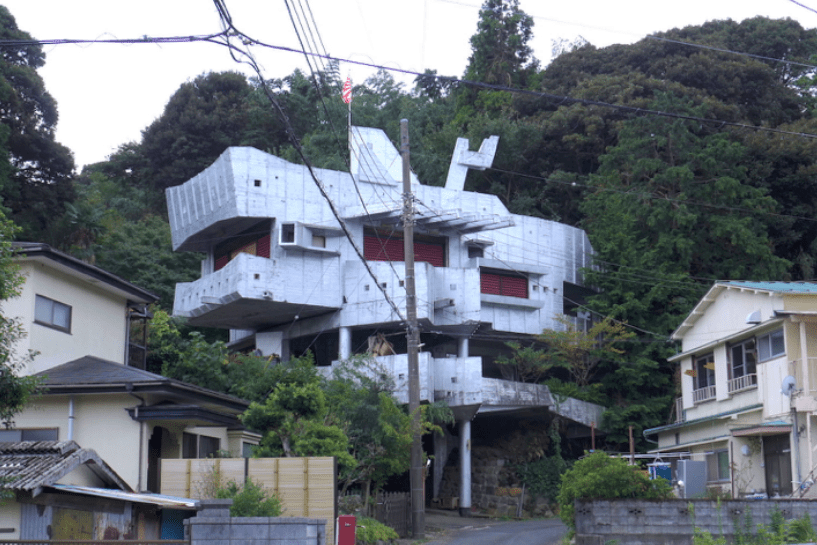
龍の砦

- 1923年　6月14日、新潟県直江津町（現上越市）に長男として誕生。父一三治（いさじ）、母トラ。実家は代々大工が家業。
- 1936年　小学校の先生の勧めに応じ、新潟県立高田工業学校木材工芸科に入学
- 1941年　高田工業卒業、日本ステンレス株式会社営繕課に勤務する。
- 1944年、陸軍船舶兵として徴兵。フィリピン・セブ島に入営するが、幹部候補生試験に合格し帰国。陸軍予備士官学校に入学し卒業後、新潟にあった日本海船舶隊司令部に勤務。
- 1945年、日本ステンレスに復職。同社の関連施設設計に従事。
- 1947年、久米建築事務所に移籍。同事務所で藤沢市役所庁舎、浜松市役所庁舎、鷹岡町役場庁舎、大和銀行新橋支店、マキノ光雄邸、浅井邸、岡山商場ビル（現存）を担当している。
- 1952年、一級建築士の資格取得。
- 1954年、久米建築事務所を退職。翌年、早稲田大学理工学部建築学科吉阪研究室助手。ヴェニス日本館の設計等に従事。[要出典]
- 1958年　渡邊建築事務所開所
- 1959年から、早稲田大学及び早稲田大学産業技術専修学校（現早稲田大学芸術学校）講師。同年、日本建築家協会会員。
- 1962年　渡邊建築事務所ビル竣工（千代田区平河町）
- 1963年　日本建築学会編集委員
- 1970年　早稲田大学大学院特殊学生（～1973年）
- 1973年、青年海外協力隊試験委員。その後、学生のための海外視察旅行企画・立案、引率をつとめる。
- 1979年、ニューヨーク近代美術館の展覧会に出展。
- 1983年　11月2日、日本大学駿河台病院にて死去。享年61

## 作品

### 実施作

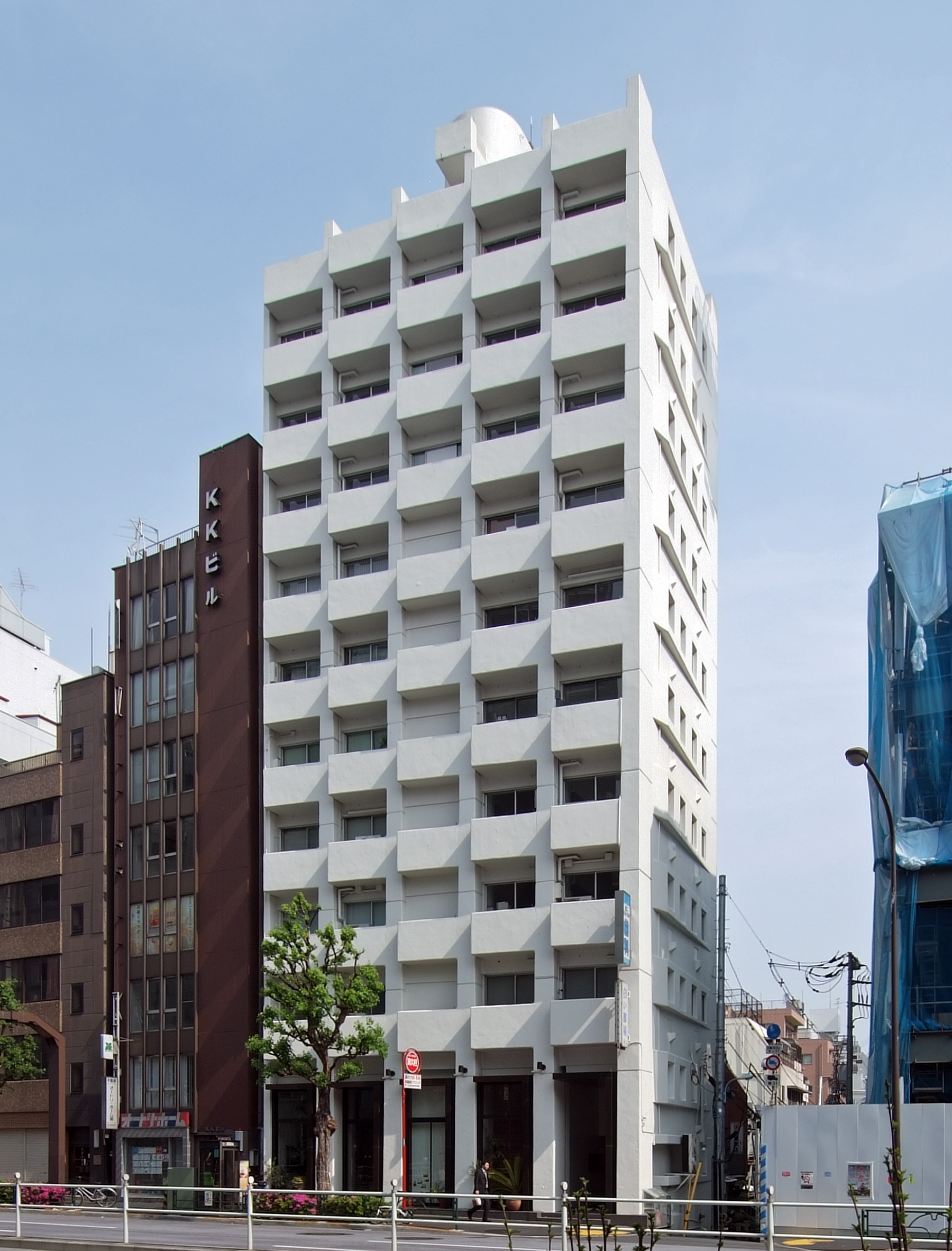
第2スカイビル

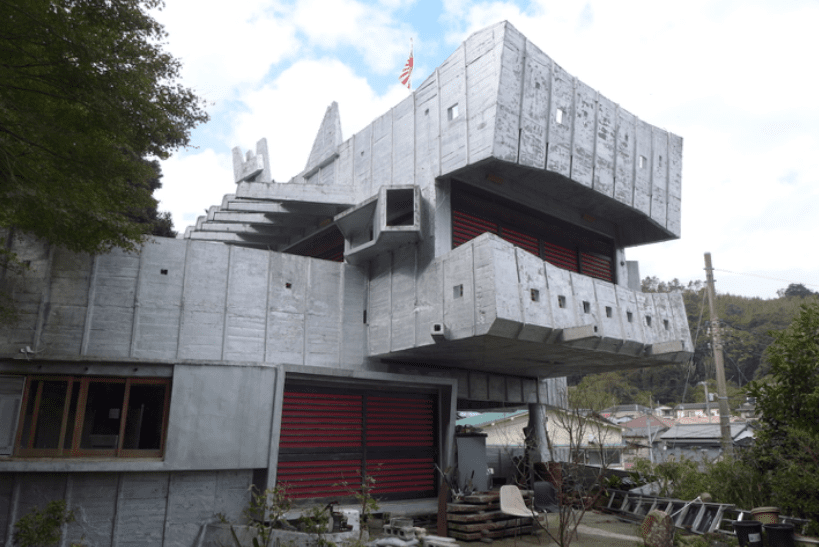
龍の砦

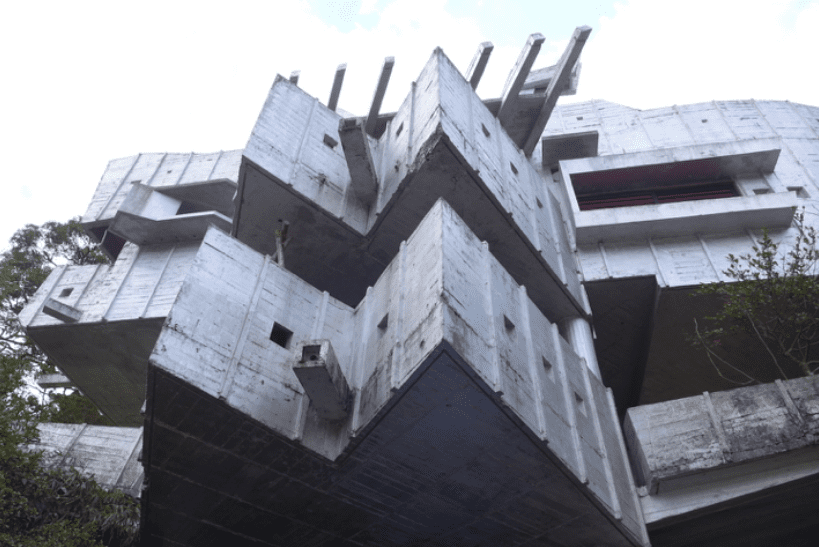
龍の砦

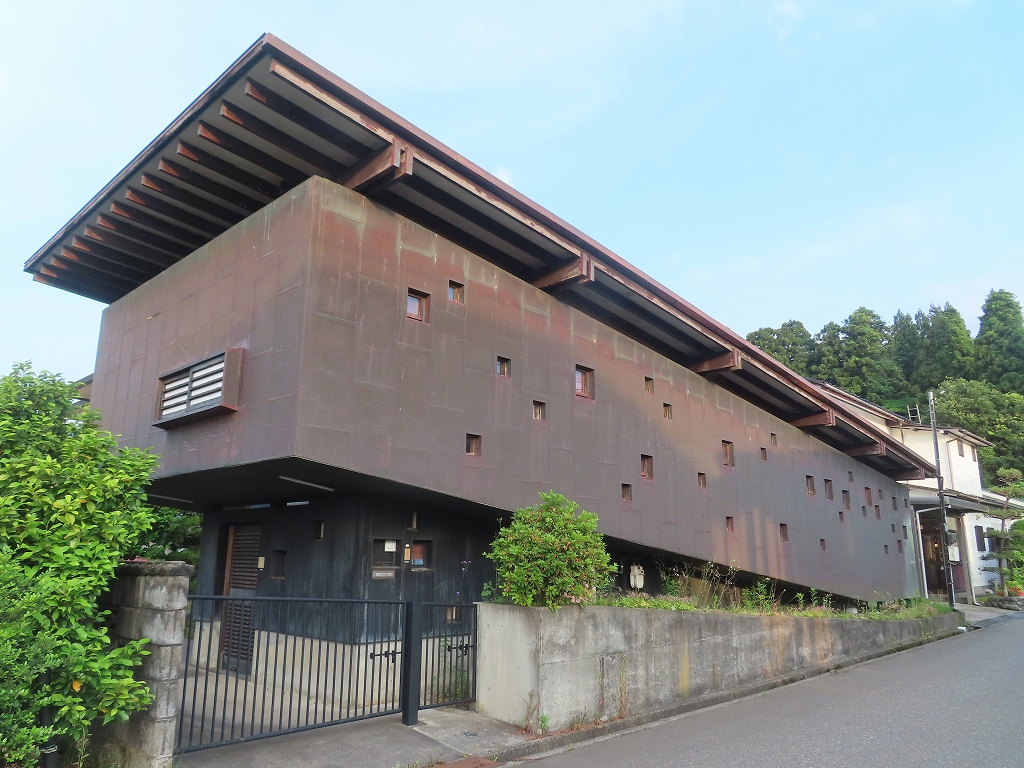
斜めの家田中邸

現況欄の○は現存、✕は現存せず
| 名称                            | 年     | 所在地         | 現況 | 備考                           |
| ------------------------------- | ------ | -------------- | ---- | ------------------------------ |
| 熱海三松旅館大浴場              | 1956年 | 静岡県熱海市   | ✕    |                                |
| 熱海万代ホテル                  | 1956年 | 静岡県熱海市   | ✕    |                                |
| 嶺崎医院                        | 1956年 | 東京都国立市   |      |                                |
| 奥多摩大沢国際漁場              | 1958年 | 東京都奥多摩町 | ✕    |                                |
| 新潟労災病院                    | 1959年 | 新潟県上越市   | ✕    |                                |
| コニシビル                      | 1959年 | 東京都港区     |      |                                |
| 三栄荘アパート                  | 1959年 |                |      |                                |
| 籠島邸                          | 1959年 | 新潟県新潟市   |      |                                |
| 奥多摩鷹巣国民宿舎              | 1959年 | 東京都奥多摩町 | ✕    |                                |
| 奥多摩大丹波国際漁場            | 1960年 | 東京都奥多摩町 |      |                                |
| 川村邸                          | 1960年 | 新潟県上越市   | ✕    |                                |
| 奥多摩苑深山ハイツ休憩所        | 1961年 | 東京都奥多摩町 |      |                                |
| 出雲観光株式会社本社屋          | 1961年 |                |      |                                |
| 田中邸                          | 1961年 | 新潟県上越市   | ✕    |                                |
| 糸魚川善導寺                    | 1961年 | 新潟県糸魚川市 | ○    |                                |
| 渡邊建築事務所ビル兼自邸        | 1962年 | 東京都千代田区 | ○    |                                |
| 都鮨ビル                        | 1962年 | 東京都中央区   | ✕    |                                |
| 建搦の家山崎邸                  | 1962年 | 東京都渋谷区   |      |                                |
| 旅館みふじ大浴場                | 1963年 | 静岡県熱海市   | ✕    |                                |
| 井桁の家蓑田邸                  | 1964年 | 東京都杉並区   |      |                                |
| 十里木の山荘富士門田邸          | 1964年 | 静岡県裾野市   |      |                                |
| 黒い高床の家篠崎邸              | 1966年 | 千葉県松戸市   |      |                                |
| 井籠の家宮田邸                  | 1966年 | 東京都武蔵野市 |      |                                |
| 三和ビル                        | 1967年 | 東京都台東区   | ○    |                                |
| 北国の農家岩片邸                | 1967年 | 新潟県上越市   | ✕    |                                |
| 石田邸                          | 1968年 | 東京都新宿区   |      |                                |
| 第2スカイビル                   | 1968年 | 東京都新宿区   | ○    |                                |
| 龍の砦・嶺崎邸／嶺崎医院        | 1968年 | 静岡県伊東市   | ○    | [ 2 ]                          |
| 三多摩砦西田邸                  | 1968年 | 東京都立川市   |      |                                |
| 第3スカイビル（鉄のマンション） | 1970年 | 東京都新宿区   | ○    | 現 GUNKAN東新宿ビル            |
| 明和ビル                        | 1970年 | 東京都港区     | ○    |                                |
| 第5スカイビル                   | 1971年 | 東京都新宿区   | ✕    |                                |
| 空中配置の家山崎邸              | 1971年 | 東京都渋谷区   | ✕    |                                |
| ダイヤビル                      | 1971年 | 東京都豊島区   |      |                                |
| 蔵前タワービル                  | 1973年 | 東京都台東区   |      |                                |
| 大昌ビル                        | 1974年 |                |      |                                |
| 斜めの家田中邸                  | 1976年 | 新潟県上越市   | ○    | 再生プロジェクトによる保存活用 |

### 計画案
- 1956年、龍門文庫（奈良県吉野町）
- 1959年、中央卸売市場世田谷事務所
- 1961年、奥多摩観光ホテル、阿蘇ドライブイン
- 1963年、上越市愛宕山開発
- 1965年、小学館軽井沢寮
- 1966年、高木邸
- 1968年、東京都陸運事業協同組合会館
- 1970年、鉄のユニットハウス赤羽別荘
- 1974年、嶺崎ビル（国立市）
- 1979年、トワビラアパート（練馬区）

### コンペ案
久米建築事務所勤務当時より建築設計競技に参加し多くの入賞を果たしている。競技設計で佳作は、全日本無名戦士の墓（1950年）、東京天理教会館（1952年）、愛知県文化会館（1954年）。入選は静岡県文化会館（1954年、一等と三等）、店舗住宅（1958年）、日本万国博覧会本部ビル（1967年、優秀賞）、北海道百年記念塔（1967年、準優秀賞）、最高裁判所庁舎（1969年　優秀賞）セントラル硝子建築設計競技（1972年、2等）。
その他、国立国会図書館（1954年）、長崎市役所庁舎（1956年）、仏陀生誕2500年（1956年）、国立劇場（1963年）、京都国立国際会館（1963年）、ハリウッド住宅計画（1964年）、浪速芸術大学（1964年）、四条大橋高覧図案（1964年）、アレゲーニパブリックスクエア（1964年）、日本ランド観光開発（1965年）、建築センター（1965年）、旧国鉄四ッ谷駅（1966年）、農村住宅（1966年）、建築家会館、アビタ70（1967年）、箱根国際観光センター（1970年）、タンザニア政府機関建築群、ユーゴスラビア国際オペラハウス群、フランス文部省現代芸術会館ポンビゥーセンター（1971年）、光明池泉北ニュータウン、ハウジングプロジェクト（1973年）、シリア国会図書館（1973年）、ポルトサント島開発計画、マニラ貧民救済開発計画（1975年）、アラブ首長国連邦開発銀行国際ホテル（1976年）、パーレビ国立図書館（1977年）、名護市庁舎（1978年）、マドリッドイスラム文化会館（1979年）、水戸タウンハウス82（1980年）、建築会館（1980年）、ホンコン・ザ・ピーク（1982年）、バスティーユ・オペラハウス（1983年）などのコンペに参加し、いずれも黒マジックでのドローインク作品が残されている。

## 参考図書
- 建築へのアプローチ / 渡邊洋治 - 明現社, 1974. - (建築選書)
- 渡邊洋治建築作品集 / 「渡邊洋治建築作品集」刊行委員会 - 新建築社, 1985.11